# Салађени (Сучава)
Салађени (рум. Sălăgeni) насеље је у Румунији у округу Сучава у општини Думбравени. Oпштина се налази на надморској висини од 339 m.

## Становништво
Према подацима из 2002. године у насељу је живело 585 становника, од којих су сви румунске националности.